# Меніхерт Лакатош
Меніхерт Лакатош (народився 11 квітня 1926 року у Весто, помер 21 серпня 2007 року у Будапешті) — угорсько-ромський письменник.
Він народився 11 квітня 1926 року в угорському місті Весто. Навчався в Університеті технологій та економіки в Будапешті. У 1976 і 1993 роках він отримав премію Аттіли Йожефа. З 1988 року займав посаду президента Угорської асоціації культури ромів (угорською: Magyarországi Cigányok Kulturális Szövetsége). Помер у Будапешті. Наразі одна із шкіл у Будапешті носить його ім'я.

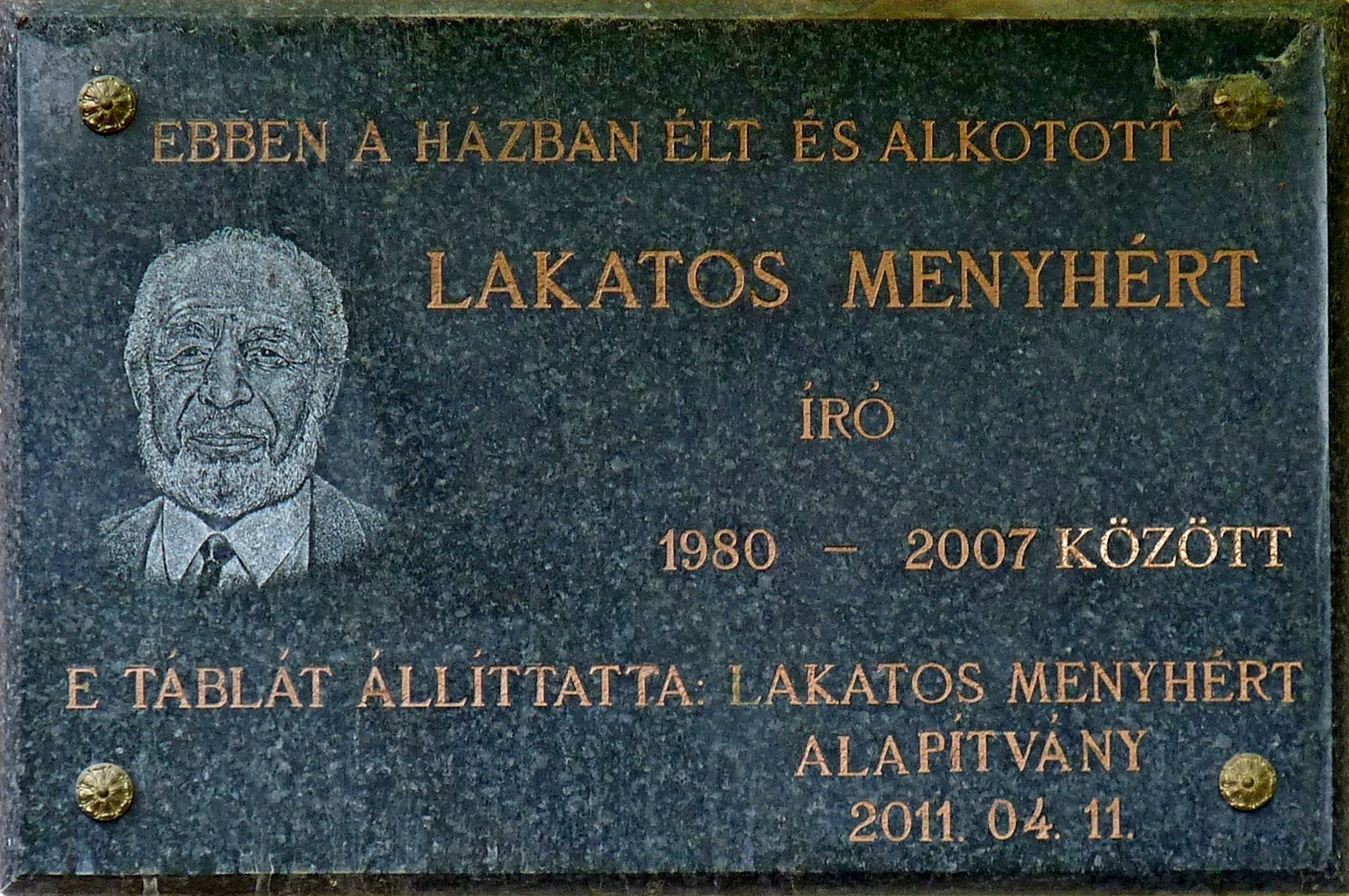

Найвідоміша його книга — Пейзаж, побачений крізь дим; книга являє собою « білдунгсроман» про життя у ромському селі на північному сході Угорщини з 1940 по 1944 рік.